# Catedral de San Rafael (Dubuque)
La Catedral de San Rafael  (en inglés: St. Raphael's Cathedral ) es un edificio religioso que se encuentra en Dubuque, Iowa, Estados Unidos, funciona como catedral católica y una iglesia parroquial en la arquidiócesis de Dubuque. La parroquia es la congregación más antigua de cualquier denominación cristiana en el estado de Iowa. Es una propiedad que contribuye en el distrito histórico de la catedral en el registro nacional de lugares históricos de Estados Unidos.
El edificio actual fue planeado originalmente para ser incorporado en un "bloque del obispo" en la calle principal. Como el distrito de negocios de la ciudad comenzó a invadir ese lugar, el Obispo Loras terminado con ese plan. En 1857, comenzó la construcción en un espacio al norte de la antigua catedral. El 5 de julio de 1857 una gran multitud presenció la colocación de la primera piedra y la catedral fue terminada en 1861. La bendición formal y dedicación hecha por el obispo Clement Smyth el 7 de julio de 1861.

## Véase también

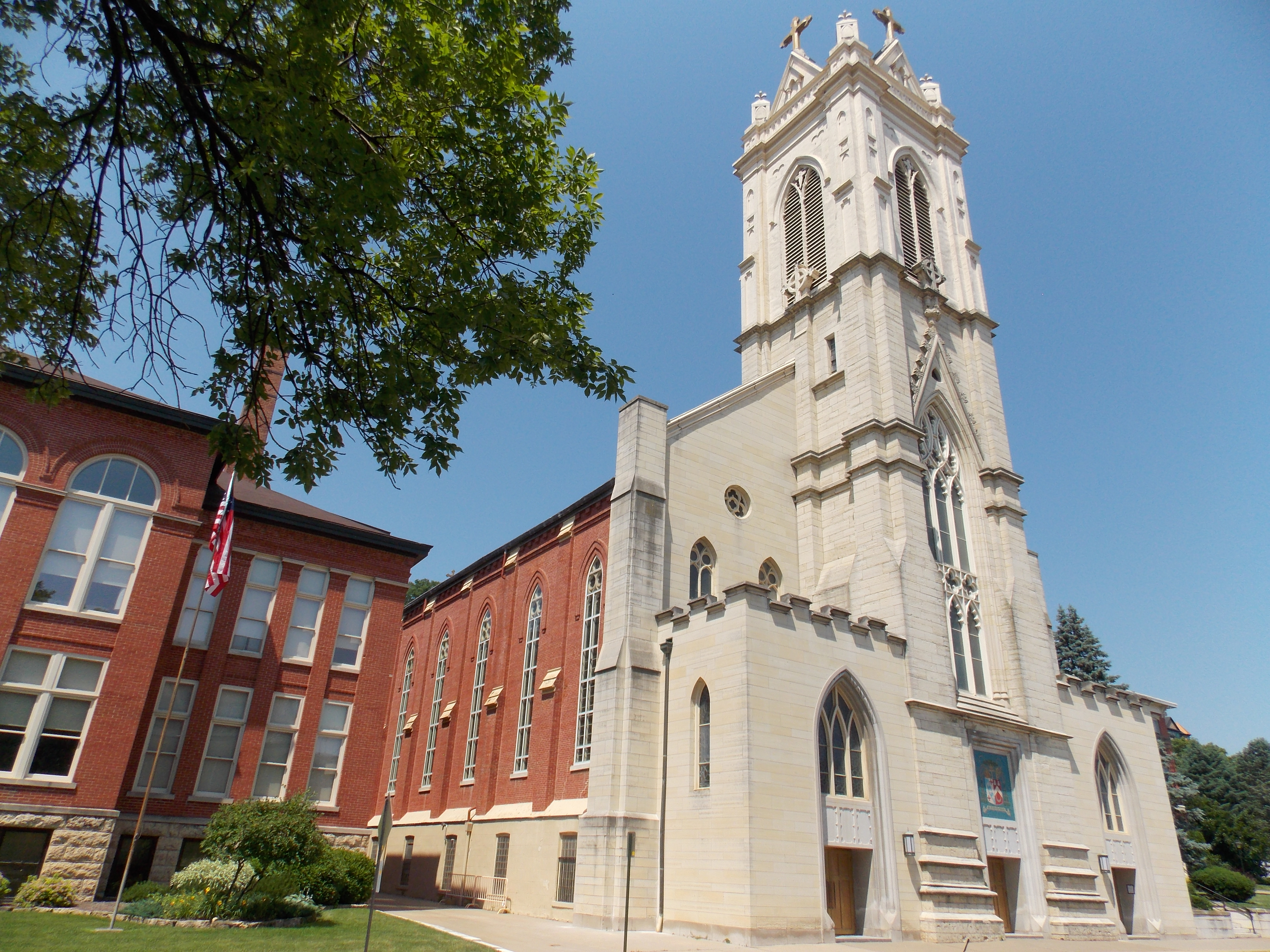
Otra vista del templo